# Леонель Суарес
Леонель Суарес  (ісп. Leonel Suárez, 1 вересня 1987) — кубинський легкоатлет, олімпійський медаліст.

## Виступи на Олімпіадах
| Олімпіада   | Дисципліна    | Місце |
| ----------- | ------------- | ----- |
| Пекін 2008  | десятиборство | 3     |
| Лондон 2012 | десятиборство | 3     |